# 地方公共団体情報システム機構
地方公共団体情報システム機構（ちほうこうきょうだんたいじょうほうシステムきこう、英語: Japan Agency for Local Authority Information Systems、略称：J-LIS）は、地方公共団体情報システム機構法に基づく国及び地方公共団体が共同して運営する法人。2014年（平成26年）4月1日設立。2021年8月31日までは、地方公共団体が主体となって業務運営を行う法人である地方共同法人であったが、2021年9月1日のデジタル庁の設置に伴い、国の関与が強化され、国及び地方公共団体が共同して運営する法人となった。この法人種別については、法案を策定したデジタル改革関連法案ワーキンググループ作業部会は、国・地方管理法人の名称を提唱している。

## 年表
- 1970年5月1日、財団法人地方自治情報センター（Local Authorities Systems Development Center、略称：LASDEC[4]）設立。
- 2002年8月5日、住民基本台帳ネットワークシステムの運営を開始。
- 2010年3月9日、「事業仕分け第2弾」において、仕分け対象枠の公益法人に選定された。
- 2013年5月、地方公共団体情報システム機構法が成立。
- 2014年4月1日、地方共同法人である地方公共団体情報システム機構[注釈 1]に移行。
- 2021年9月1日、国の関与の抜本的強化により国及び地方公共団体が共同して運営する法人となり、地方共同法人でなくなる。

## 主な事業
- 住民基本台帳ネットワークシステムの運営。
- 総合行政ネットワーク（LGWAN）の運営。
- 公的個人認証サービスの運営。
- 地方公共団体の情報化推進支援、情報セキュリティ対策への支援、及び人材育成。
- 地方行財政に関する情報処理。
- 個人番号カードの作成業務。

## 地方自治情報センター
前身である財団法人地方自治情報センターは1970年に設立され2014年4月1日に解散した。同センターは2003年から稼動した住民基本台帳ネットワークシステムの全国センターを運営し、都道府県知事の委任を受けて本人確認情報を一括処理した。同センターの権利と義務は2014年4月1日に地方公共団体情報システム機構に承継された（地方公共団体情報システム機構法・附則第5条）。平成21年の調査によれば役職員 149名 常勤役員4名（うち国家公務員出身者4名）、非常勤役員10名だった。
月刊『地方自治コンピュータ』、月刊『地方自治コンピュータニュースレーダー』を発行。
地方自治情報センターは、旧自治官僚の「有力な天下り先」であり、歴代理事長の大半を旧自治事務次官経験者が占めていた。
「地方自治情報センター」の全国センターにあるデータセンターやサーバには、日本国民の個人情報が集中している。そのため総務省は、全国センターの所在地を「テロリストの標的になる恐れがある」として公表していない。